# 坂本堯
坂本 堯（坂本 尭、さかもと たかし、1927年4月13日 - 2021年2月10日）は、日本の神学者、精神医学者、聖マリアンナ医科大学名誉教授。

## 略歴
兵庫県生まれ。上智大学文学部哲学科卒業、1960年同大学院修士課程修了。1959年から1968年まで、西ドイツを中心としてヨーロッパ各地に留学。1963年聖ゲオルク神学哲学大学卒、1968年国立ケルン大学哲学博士、Ph.D.取得。1970年上智大学文学部助教授となり、1972年独協医科大学教授、1974年聖マリアンナ医科大学教授を経て、1998年定年、名誉教授。患者のスピリチュアル・ケアを行った。

## 著書
- 『西洋思想史 近代への懸け橋を探る』エンデルレ書店 1972
- 『カトリックと日本人』1973 講談社現代新書
- 『クザーヌス 宇宙精神の先駆』春秋社 1986
- 『新・カトリックと日本人』フリープレス 2001
- 『哲学的スピリチュアル・ケア入門 無情な現代精神医療を斬る』クロスメディア・マーケティング 2012

### 共著
- 『二人称の死 最愛の人の死をどうとらえるか』棚橋實,大倉民江共著 研成社 1999

### 翻訳
- マリア・モンテッソーリ『人間の形成について』エンデルレ書店 1970
- ニコラス・クザーヌス『隠れたる神』大出哲 共訳 創文社 1972
- 『キリスト教神秘主義著作集 第10巻 クザーヌス』酒井紀幸, 岩田圭一 共訳 教文館 2000
- ウルスラ・アヴェ=ラルマン『バウムテスト 自己を語る木:その解釈と診断』渡辺直樹, 野口克巳 共訳, 投影描画法テスト研究会 責任編集. 川島書店 2002

## 論文
- <坂本尭